# William Lamb, 2. Viscount Melbourne

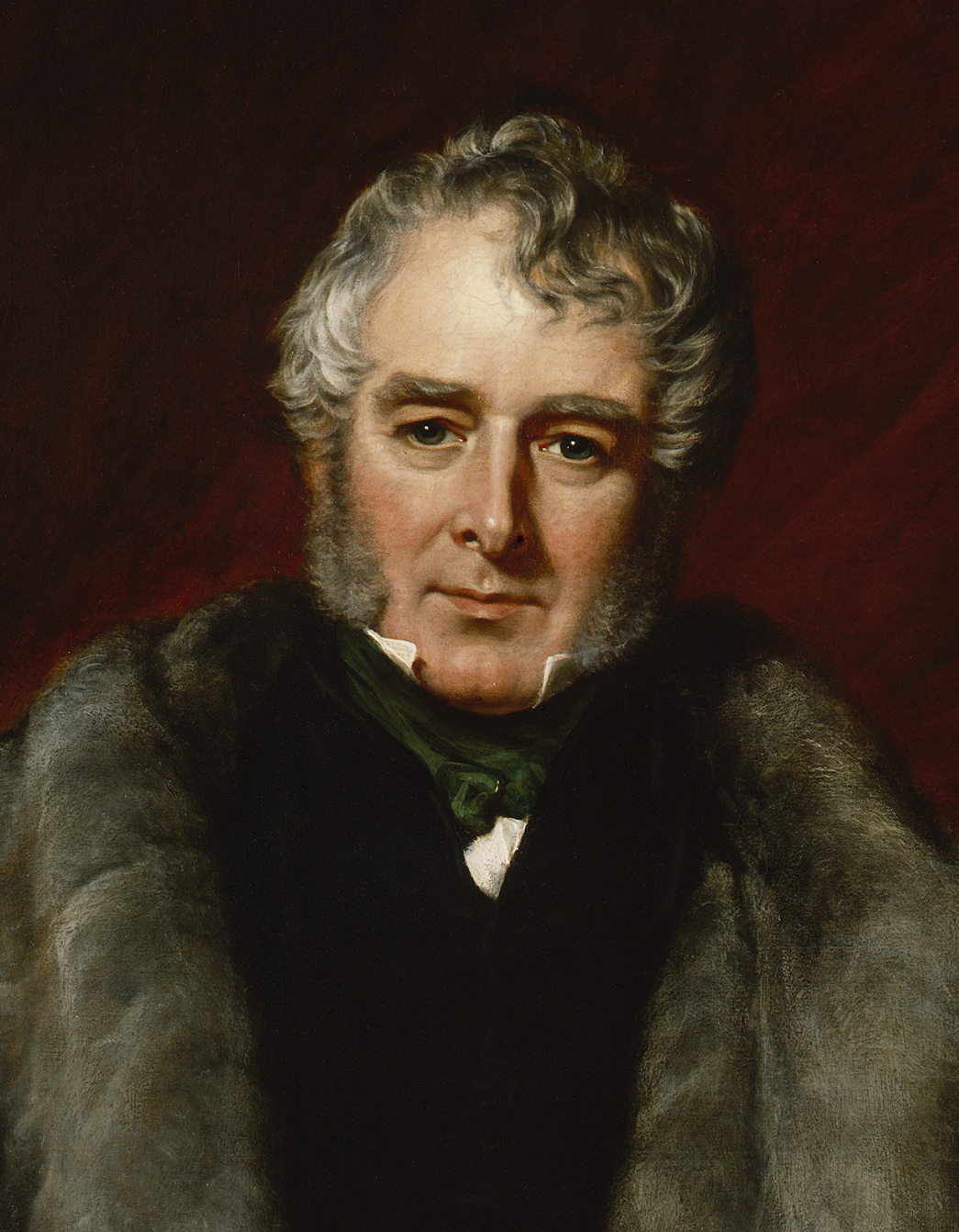
William Lamb, 2. Viscount Melbourne

William Lamb, 2. Viscount Melbourne (* 15. März 1779 in London; † 24. November 1848 in Brocket Hall, Hertfordshire) war ein britischer Adliger und Politiker. Er war 1834 und von 1835 bis 1841 britischer Premierminister und gilt als Mentor Königin Victorias. Nach ihm wurde die australische Stadt Melbourne benannt, die Hauptstadt des Bundesstaates Victoria.

## Leben
William Lamb war der Sohn von Peniston Lamb, 1. Baron Melbourne (1745–1828), der 1781 zum Viscount Melbourne erhoben wurde, und dessen Frau Elizabeth Millbanke, Tochter des Sir Ralph Milbanke, 5. Baronet. Da seine Mutter viele Affären hatte, ist es nur eine Vermutung, dass George Wyndham, 3. Earl of Egremont sein biologischer Vater war. Er war das älteste von insgesamt fünf Kindern, seine Schwester Emily heiratete 1839 Lord Palmerston.
Von 1806 bis 1812 und von 1816 bis zum Tod seines Vaters 1828, dessen Adelstitel und Sitz im House of Lords er dann erbte, war Melbourne für die Wahlkreise Leominster, Haddington, Portarlington, Peterborough, Hertfordshire und Newport Abgeordneter im House of Commons. Seit 1827 war er Mitglied des Privy Council. Von 1827 bis 1828 war er Chief Secretary for Ireland, von 1830 bis 1834 war er britischer Innenminister (home secretary, 1830–1834). 1834 und von 1835 bis 1841 war er Lord High Treasurer und damit Premierminister.

## Familie
1805 heiratete William Lamb Lady Caroline Ponsonby, die als Romanautorin Bekanntheit erlangte und eine Tochter des Frederick Ponsonby, 3. Earl of Bessborough, war. Das einzige Kind dieser Ehe, der 1807 geborene Sohn Hon. George Augustus Frederick Lamb, blieb unverheiratet und starb bereits 1836. Seine Adelstitel erbte sein Bruder Frederick Lamb, 1. Baron Beauvale. 1825 trennte sich William Lamb von seiner Ehefrau nach ihrer skandalösen Affäre mit Lord Byron. Sie starb 1828.

## In der Populärkultur
In dem Film Victoria, die junge Königin aus dem Jahr 2009 wurde Melbourne von dem Schauspieler Paul Bettany und in der ITV-Serie Victoria von Rufus Sewell verkörpert.
Im Film Mädchenjahre einer Königin von 1954 wurde Lord Melbourne an der Seite von Romy Schneider als Victoria von Karl Ludwig Diehl gespielt. In der früheren Verfilmung Mädchenjahre einer Königin aus dem Jahr 1936 wird er von Otto Tressler gespielt.